# Exento de Tomar
El exento de Tomar, exento de Tomar y de Santiago de Santarém o diócesis nullius de Tomar (en latín: Dioecesis Nullius Tomarensis y en portugués: Isento de Tomar e de Santiago de Santarém o prelazia de Tomar) fue una circunscripción eclesiástica de la Iglesia católica en Portugal, suprimida el 30 de septiembre de 1881. Se trataba de una circunscripción nullius dioecesis latina equivalente a una prelatura territorial, inmediatamente sujeta a la Santa Sede.

## Territorio y organización

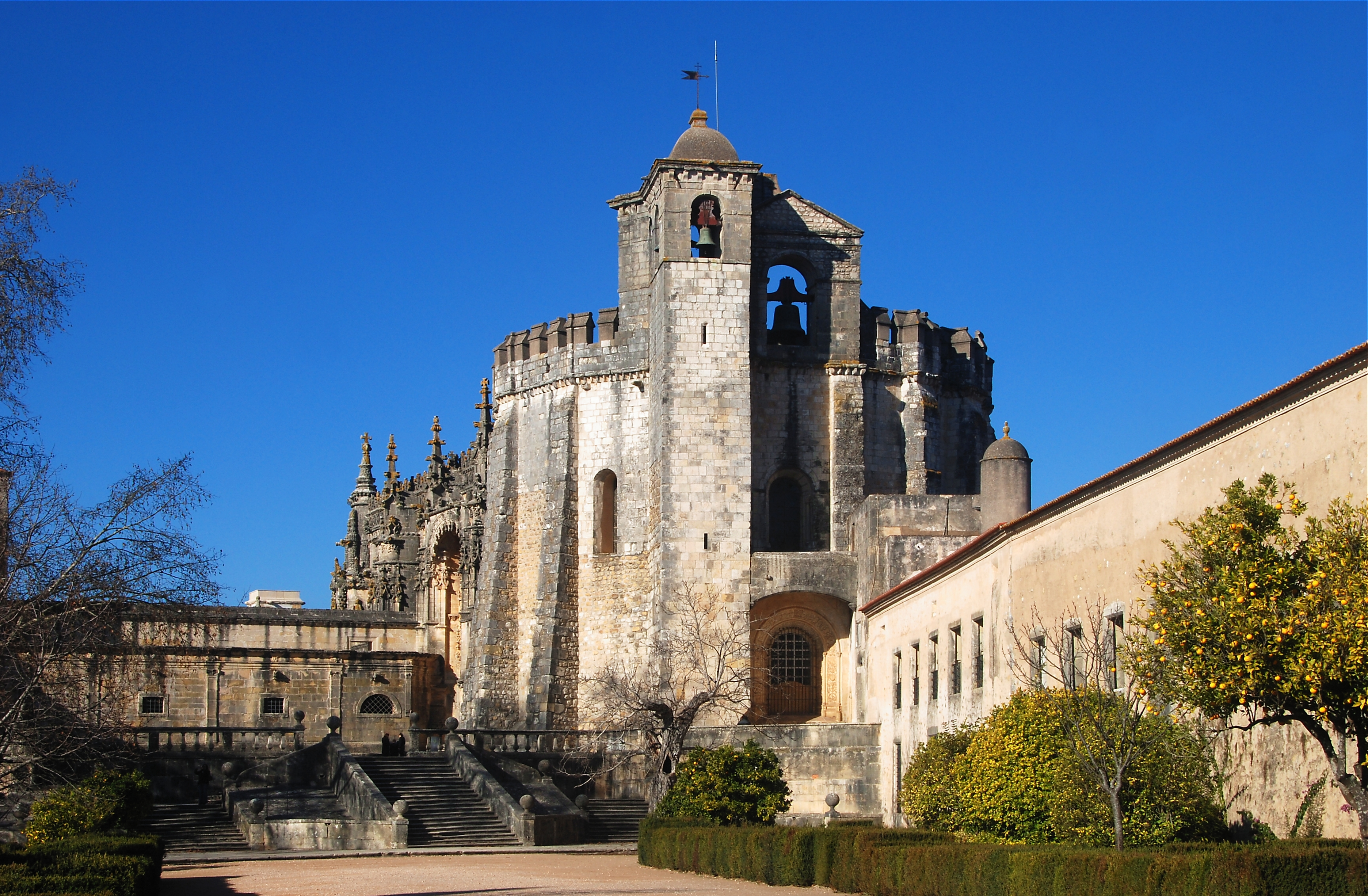
Convento de Cristo, en Tomar

El exento de Tomar extendía su jurisdicción sobre los fieles católicos de rito latino residentes en parte del distrito de Santarém, comprendiendo:
- en el actual municipio de Ferreira do Zêzere el territorio de las freguesias (antes de la restructuración de 2013) de: Areias, Pias, Chãos e Igreja Nova do Sobral;
- el actual municipio de Tomar, excepto las freguesias de Asseiceira y Paialvo;
- en el actual municipio de Ourém la exfreguesia (que existió hasta 2013) de Formigais;
- en el actual municipio de Santarém la parroquia de Santiago.

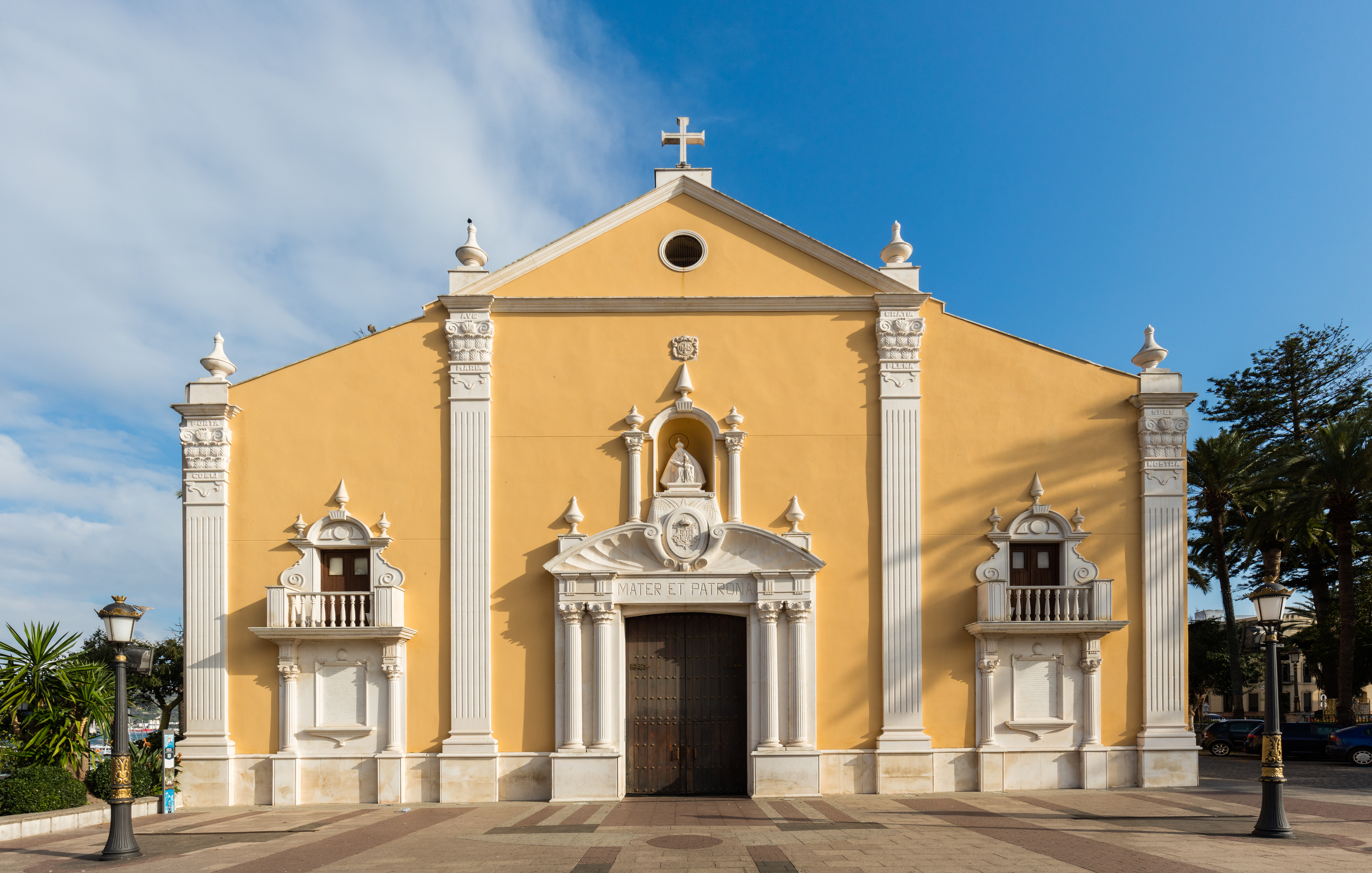
Santuario de Santa María de África, en Ceuta. Perteneció al exento de Tomar

En 1443 el papa Eugenio IV donó como encomienda la iglesia de Santa María de África, en Ceuta, a la Orden de Cristo, otorgándole los territorios de Valdânger, Bulhães y Alcazarseguir como su parroquia, una vez que fueran conquistados a los sarracenos. La villa de Alcazarseguir (entre Tánger y Ceuta) fue conquistada por los portugueses el 24 de octubre de 1458 y abandonada en 1550. Ceuta, quedó para España en 1640.
A partir del 13 de marzo de 1456 la bula Inter caetera otorgó la jurisdicción exclusiva al exento de Tomar sobre las islas Madeira, Azores y Cabo Verde, y la proyección portuguesa hacia las Indias orientales y (que se amplío a Brasil desde su descubrimiento en 1500) a partir del cabo Bojador, que mantuvo hasta la erección de la diócesis de Funchal el 12 de enero de 1514.
El exento de Tomar tenía como prelado al propio papa, y era gobernado por un vicario nombrado por el gran maestre de la Orden de Cristo.
En 1758 en el exento de Tomar existían 15 parroquias: Santa Maria dos Olivais, S. João Baptista, Olalhas, Serra, Sabacheira, Formigais, Igreja Nova ou Sobral, Junceira, Casais de Soanda, Paio de Pele, Cem Soldos, Chãos, Alviubeira, Beberriqueira y Serra ou Abadia.

## Historia

### Bajo la Orden del Temple
Luego de considerarse el primer rey del Portugal independiente del Reino de León, el 13 de diciembre de 1143 Alfonso I se había declarado vasallo del papa. Aprovechando la presencia de la flota que iba a la segunda cruzada, solicitó la ayuda de los caballeros cruzados para emprender una campaña sobre la musulmana Lisboa. En marzo de 1147 Alfonso prometió a la Orden del Temple el foro eclesiástico (tierras, iglesias, rentas, etc.) sobre la ciudad de Santarém a cambio de su ayuda. Una vez tomada esta ciudad el 15 de marzo, el 2 de abril de 1147 Alfonso se comprometió a obtener la confirmación del obispo de Lisboa cuando esa ciudad fuera conquistada al emirato almorávide y el antiguo obispado restaurado, a fin de cumplir con la donación prometida.
El 25 de octubre de 1147 Alfonso I logró tomar la ciudad de Lisboa con la ayuda cruzada. Al regresar los cruzados de Tierra Santa, Gualdim Pais fue elegido preceptor de la orden templaria en Portugal en 1157. El obispo de Lisboa Gilberto de Hastings reclamó su jurisdicción sobre Santarém siguiendo la división de diócesis realizada por el rey de los visigodos Wamba en 675. Para resolver la disputa, en 1159 Alfonso propuso a Pais intercambiar el foro eclesiástico sobre Santarém por la guarnición militar del arruinado Castillo de Cera y sus términos para erigir allí fortificaciones que impidieran la reconquista mora. Pais aceptó a condición de ser señor en los foros civil y eclesiástico del valle de Tomar y retener la iglesia de Santiago en Santarém con todas sus rentas. El 3 de febrero de 1159 el obispo Hastings emitió una carta de concordia con los templarios, el rey y el cabildo eclesiástico y al día siguiente Alfonso definió el alcance de las tierras donadas, limitadas por una línea imaginaria que, partiendo del río Cécere hacia el este-oeste, en dirección a Murta, a unos seis kilómetros al norte de Ceras, continuaba hasta Freixianda y, de aquí hacia el sur y sur-suroeste, alcanzaba inicialmente un vado en el curso medio del río Nabão (entonces llamado río Tomar), que permitía el paso de ese tramo del río sobre la antigua calzada romana, que se extendía de Santarém a Coimbra y, posteriormente, otro vado sobre el río Ourém. Siguiendo el término de Leiria, la línea continuaba hasta Ribeira da Bezelga y, girando hacia el sudeste y este, seguía dicho curso de agua, afluente del río Nabão, el propio Nabão hasta su confluencia con el río Cécere y desde el Cécere hacia el norte de nuevo hasta el punto de partida.
Los templarios ofrecieron los derechos adquiridos sobre las iglesias y tierras de Cera al papa Adriano IV, quien aceptó expidiendo la bula Justis petentium desideriis el 11 de junio de 1159, mediante la cual los autorizaba a construir allí iglesias exentas bajo su protección, pudiendo obtener de cualquier obispo el santo óleo, el crisma, la consagración de iglesias y la ordenación de clérigos y debiendo pagar anualmente una libra de cera como tributo a la Santa Sede. El 15 de junio de 1159 confirmó por bula Ea que pro bono pacis la concordia lograda en Portugal. El papa falleció ese mismo año de 1159 y su actuación fue confirmada por sus sucesores, Alejandro III (el 27 de junio de 1168) y Urbano III (el 28 de enero de 1186).
Los templarios recibieron el Castillo de Cera y en 1162 Pais comenzó la construcción del Castillo de Tomar, en un lugar más estratégico, fundando así la población de Tomar. El vicario general del exento de Tomar más antiguo conocido fue el presbítero Johan Moraes, en 1179.
El 30 de enero de 1186 el papa Urbano III mediante la bula Quanto maiora concedió a los templarios que pudieran edificar iglesias exentas solo sujetas a la Santa Sede en los lugares que conquistasen a los sarracenos que no pertenecieran a alguna diócesis existente.
La Orden del Temple fue extinguida el 22 de marzo de 1312 por el papa Clemente V mediante la bula Ad Providam. Mientras se realizaba el proceso a los templarios, sus bienes en Portugal fueron "reservados" por la Corona entre 1309 y 1310, ya que el monarca rechazó al administrador designado por el papa Clemente V. 

### Bajo la Orden de Cristo
El rey Dionisio I de Portugal creó la Orden de Cristo, que fue aprobada el 15 de marzo de 1319 mediante la bula Ad ea ex quibus cultus augeatur del papa Juan XXII, quien el 26 de noviembre de 1319 concedió la excepción para que los bienes templarios reservados por la Corona portuguesa no pasaran a la Orden del Hospital. Por cédula real del 26 de noviembre de 1357 se ordenó que todos los bienes, rentas y derechos pertenecientes a la Orden del Temple, tanto espirituales como temporales y deudas, fueran entregados a Gil Martins, primer maestre de la Orden de Cristo. De esta forma el exento de Tomar fue transferido a la Orden de Cristo.
En 1415, a la toma de Ceuta por los caballeros de la Orden de Cristo al mando del infante Enrique el Navegante le siguió la erección de la diócesis de Ceuta en 1417 por el papa Martín V, comenzó así la expansión colonial portuguesa. Después de 1417, el cargo de maestre fue desempeñado por miembros de la Casa Real, quienes comenzaron a nombrar administradores y gobernadores por nombramiento papal.
Durante la expansión ultramarina portuguesa, mediante la bula Romanus Pontifex del papa Nicolás V dirigida al rey Alfonso V de Portugal el 8 de enero de 1455, confirmada por el siguiente papa Calixto III el 13 de marzo de 1456 mediante la bula Inter caetera, se reconoció a los reyes portugueses la propiedad exclusiva de todas las islas, tierras, puertos y mares conquistados en las regiones que se extienden (bula Inter caetera) «desde los cabos de Bojador y Nam hasta toda la Guinea y más allá de esa región meridional hasta las Indias, adquiridas y por adquirir.» La bula Inter caetera otorgó a la Orden de Cristo la autoridad eclesiástica en esos territorios declarados nullius dioecesis, lo que implicaba que no se constituirían diócesis en ellos sino que la autoridad normalmente ejercida por un obispo sería ejercida por la orden, cuyo gobernador y guardián era el rey de Portugal o el infante, quienes habían invertido las ganancias de la orden en los viajes ultramarinos. De esta manera la Orden de Cristo ejerció la jurisdicción espiritual mediante un vicario desde su sede en la iglesia de Santa Maria dos Olivais.
Tras el descubrimiento de la ruta marítima a la India por el cabo de Buena Esperanza (1497-1498) y el descubrimiento de Brasil (1500), ocurridos bajo su reinado, el rey Manuel I de Portugal solicitó la erección de una diócesis para remplazar a la vicaría ejercida por la Orden de Cristo. En 1508 Funchal en la isla Madeira fue declarada ciudad y la diócesis de Funchal fue erigida el 12 de enero de 1514 mediante la bula Pro excellenti praeeminentia del papa León X, a la vez suprimiendo la jurisdicción ultramarina de la vicaría nullius dioecesis otorgada a la Orden de Cristo, que permaneció solo en los territorios europeos de Portugal. El vicario de Tomar, Diogo Pinheiro, fue nombrado primer obispo de Funchal, aunque nunca viajó a su diócesis.
Entre 1550 y 1555 el papa Julio III concedió a los vicarios el usos de la mitra y el báculo.
En 1570 perdió Mazagán en Marruecos, que fue transferida a la diócesis de Tánger. Pertenecía al exento desde el 23 de noviembre de 1542, cuando se suprimió la diócesis de Safí.
En 1789 la Orden de Cristo fue secularizada, volviéndose una orden honorífica hasta su extinción por la República el 15 de octubre de 1910. En 1834 fueron extinguidas las órdenes religiosas en Portugal, a pesar de lo cual el exento de Tomar continuó existiendo.
Mediante la bula Gravissimum Christi del 30 de septiembre de 1881 el papa León XIII concedió al rey Luis I algunas facultades para reorganizar la estructura eclesiástica del Portugal europeo. En cumplimiento de la bula el obispo de Oporto, cardenal Américo Ferreira dos Santos Silva, el 15 de septiembre de 1882 suprimió el exento de Tomar. Su territorio fue repartido entre:
- el patriarcado de Lisboa: Tomar y la parroquia de Santiago de Santarém (desde el 16 de julio de 1975 son parte de la diócesis de Santarém), Formigais (desde el 25 de marzo de 1957 es parte de la diócesis de Leiría-Fátima);
- la diócesis de Coímbra: Ferreira do Zêzere.